# Раднички стадион (Пекинг)
Раднички стадион је вишенаменски стадион у пекиншкој општини Чаојанг. Најчешће се користи за одржавање фудбалских утакмица. Саграђен је 1959, али је реновиран 2004. године. Капацитет му је 66 161 седеће место и има површину од 350 000 m². Један је од Десет великих грађевина саграђених 1959. за десетогодишњицу постојања НР Кине. Затворена арена се налази на западном делу стадиона.

## Историја
Стадион је био једно од борилишта Азијских игара 1990. а на њему су се одржале церемоније отварања и затварања.
Реновиран је делимично 1993. године због кинеске кандидатуре да Пекинг буде домаћин Олимпијским играма 2000. године, али је Сиднеј победио у 4. рудни. На Радничком стадиону је играно Велико финале АФК азијског купа 2004. године.
На Олимпијским играма 2008. на стадиону су се играли фудбалски мечеви четвртфинала и полуфинала, и финале женских репрезентације у фудбалу.